# 84, Charing Cross Road
Pour le film tiré du livre, voir 84 Charing Cross Road (film).
84, Charing Cross Road, paru en 1970, est un recueil épistolaire rassemblant la correspondance entretenue à partir de 1949 entre l'auteur américaine Helene Hanff et principalement Franck Doel, un employé de la librairie londonienne Marks & Co., située au no 84 de Charing Cross Road, échange interrompu en 1968 par la mort de celui-ci.
En France, le recueil a été publié pour la première fois en 2001 par les éditions Autrement et réédité à plusieurs reprises, notamment par Le Livre de poche.
Il a été adapté sous diverses formes, dont un film, 84 Charing Cross Road (1987), avec Anne Bancroft dans le rôle d'Helene Hanff et Anthony Hopkins dans celui de Frank Doel.

## Résumé
Auteur de livres pour la jeunesse établie à New-York et passionnée de littérature anglaise, Helene Hanff prend contact, par le biais d'une petite annonce trouvée dans un journal, avec la librairie Marks & Co. de Londres, spécialisée dans la recherche de livres anciens et épuisés. Un des employés de cette enseigne, Franck Doel, répond à ses premières requêtes et devient très vite son interlocuteur privilégié.
Helene Hanff inséra également dans le recueil des lettres de l'entourage de Franck Doel, qui la remercient pour l'envoi de colis alimentaires, Londres étant soumise à cette époque à un rationnement sévère.
On assiste au fil des lettres à un changement de ton des deux correspondants, Helene Hanff laissant paraître assez vite sa nature exubérante de New-Yorkaise active, tandis que Franck Doel, d'abord plus réservé, laisse transparaître sa sympathie à mesure que les échanges progressent.
La dernière lettre, datée de 1968, est écrite par Nora Doel, la femme de Franck Doel, qui annonce à Hélène Hanff la mort de son mari des suites d'une appendicite.

## Voyage à Londres:La Duchesse de Bloomsbury Street
Malgré le souhait formulé plusieurs fois à l'occasion de la correspondance entretenue avec Franck Doel, Helene Hanff ne put venir à Londres avant la mort de ce dernier. Le décès de Marks, l'un des fondateurs de Marks & Co., précipite la fermeture de la librairie.
Elle entreprend finalement le voyage en 1971 et en publie le récit en 1973 sous le titre La Duchesse de Bloomsbury Street.

## Adaptations
84, Charing Cross Road a fait l'objet d'une adaptation cinématographique en 1987, 84 Charing Cross Road, avec Anne Bancroft et Anthony Hopkins dans les rôles principaux.
La pièce a été adaptée par Serge Hazanavicius en 2003 au théâtre de l'Atelier à Paris, avec Léa Drucker. 
Une adaptation théâtrale de Serge Hazanavicius a vu le jour en 2010. Elle est mise en scène par Bernard Yerlès avec dans les rôles-titre Philippe Bombled et Laetitia Reva.